# Patrice Dominguez

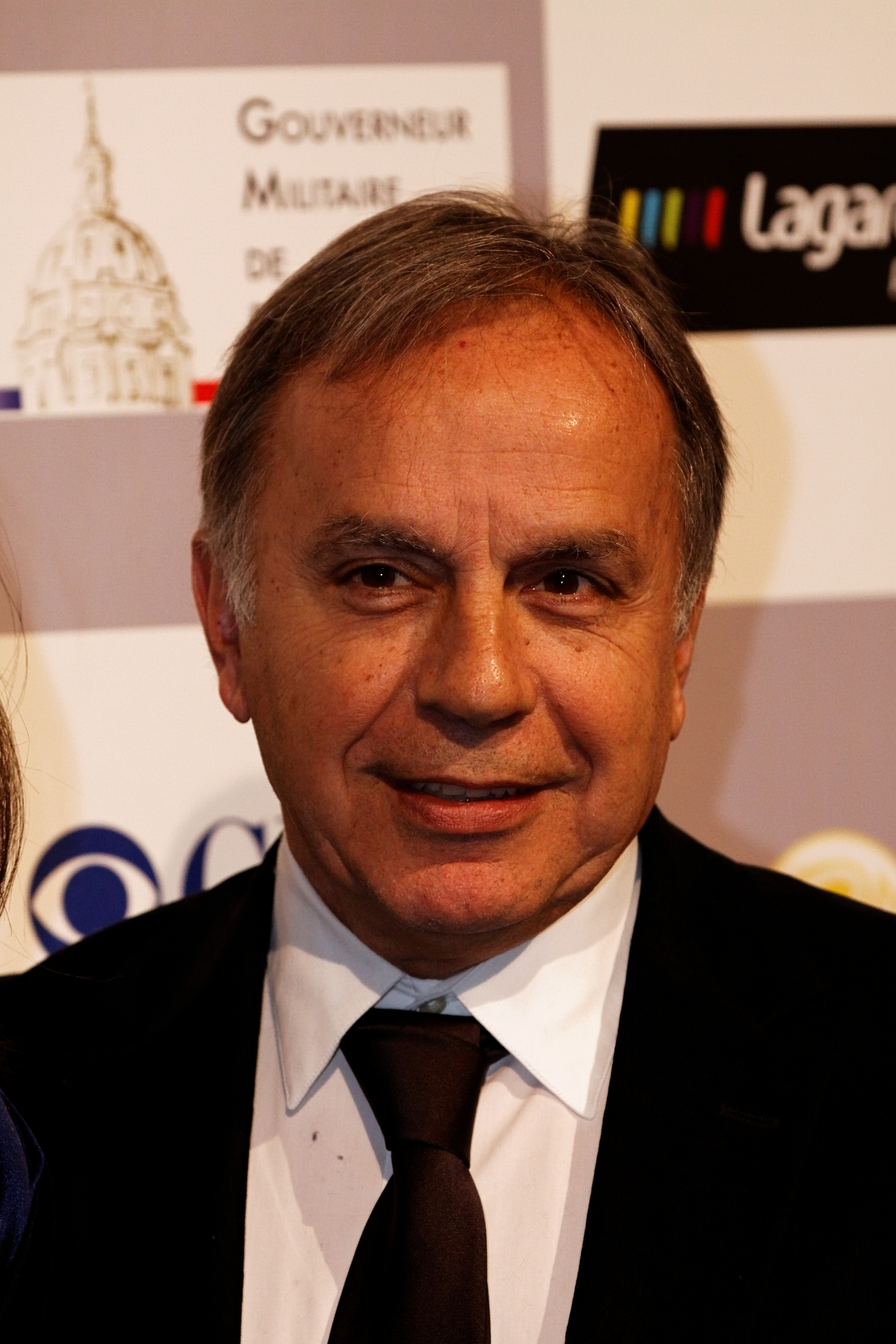
Patrice Dominguez en 2012.

Patrice Dominguez (Argel, 12 de enero de 1950 - París, 12 de abril de 2015) fue un tenista francés. En su carrera conquistó 7 torneos ATP de dobles. Su mejor posición en el ranking de dobles fue el Nº36 en agosto de 1973. En 1971 llegó a cuarta ronda de Roland Garros. En 1973 llegó a cuarta ronda del Abierto de Australia. En 1974 llegó a cuarta ronda de Wimbledon.